# Ramesodes
Ramesodes là một chi bướm đêm thuộc họ Noctuidae.